# فضل الله أحمد عبد الله
فضل الله أحمد عبد الله إبراهيم (1964 -) هو كاتب وناقد درامي وأستاذ جامعي سوداني.

## حياته ونشأته
ولد في العام 1964م في منطقة هبيلا بولاية غرب دارفور، السودان، الحالة الاجتماعية: متزوج وأب لولدين
الابتدائية: مدرسة الكتيابي في أم درمان.
المتوسطة: مدرسة بيت الامانة بأم درمان.
الثانوي: مدرسة الجنينة الحكومية، موسى الضو بأم درمان – مدرسة جمال عبد الناصر بالخرطوم
بكالوريوس الدراما – كلية الموسيقى والدراما (تخصص نقد ودراسات دارمية) – جامعة السودان للعلوم والتكنولوجيا.
ماجستير الادب الإفريقي – مركز البحوث والدراسات الإفريقية – جامعة أفريقيا العالمية
عن (الصور الدرامية ومفهوم الهوية السودانية في شعر محمد عبد الحي) – دراسة في قصيدة العودة إلي سنار في 3/6/2003م.
دكتوراه الفلسفة الدراما (تخصص النقد والدراسات الدرامية) – كلية الموسيقى والدراما – جامعة السودان للعلوم والتكنولوجيا
عن:  دراما المسرح في اذكار الطريقة القادرية في السودان – دراسة في حلقة الشيخ حمد النيل في 22/2/2007م

## مسيرته
عميد كلية الموسيقى والدراما ومدير مركز دراسات وثقافة السلام وأستاذ النقد والدراما -بجامعة السودان للعلوم والتكنولوجيا
أ- محاضر في كلية الموسيقى والدراما 27/11/2004م.  
ب أستاذ مساعد في كلية الموسيقى والدرما – 22/7/2007م.  
خبرة في تدريس
تاريخ مسرح ونظرية الدراما – كل الشعب.
 النقد النظري -  (شعبة النقد والدراسات الدرامية).
النقد التطبيقي (شعبة النقد والدراسات الدرامية).
المسرح السوداني – كل الشعب.
الدراسة والتحليل – كل الشعب.   

## الخبرات العملية
- مدير مركز دراسات وثقافة السلام في الفترة من 1/8/2012م

- مدير إدارة الشؤون المالية والادارية بمؤسسة الفداء للإنتاج الاعلام 1995م – 1996م.

- مدير مركز أمواج للانتاج الاعلامي 1997م – 1998م.

- مدير إدارة البرامج بمؤسسة الفداء للإنتاج الاعلامي 1998م – 2005م.

- مدير عام المسرح القومي السوداني 2006م – 2007م.

## المناصب التي تقلدها
- معتمد محلية الجنينة – ولاية غرب دارفور في الفترة من 6/2/2007م –  مارس 2010م.

- رئيس الوفد الحكومي للتفاض مع حركة القوى الشعبية للحقوق والديمقراطية التي أقضت الي اتفاق الجنينة لانقاذ برتكولات اتفاقية ابوجا يوليو 2008م.
- نائب بالمجلس الوطني (البرلمان السوداني) عن الدائرة الجغرافية القومية رقم (2) مدينة الجنينة – ولاية غرب دارفور أبريل 2010م

### مشاركات داخلية
- رئيس لجنة مراقبة مزوالة المهن الموسيقية والمسرحية بمجلس المهن الموسيقية والمسرحية الدورة 2012م – 2014م.

- رئيس لجنة الشكاوي وتسوية النزاعات الصحفية بالمجلس القومي للصحافة والمطبوعات.

- عضو بالمجلس القومي للصحافة والمطبوعات دورة 2010م – 2014م.

 *  عضو المكتب التنفيذي لاتحاد عام الدراميين السودانيين 2011م حتى تاريخ.
- عضو الاتحاد العام للكتاب السودانيين.

- عضو لجان تحكيم المهرجانات المتخصصة.

- رئيس اللجنة العليا لملتقى الخرطوم للمسرحيين العرب في ديسمبر 2006م.

- عضو الهئية العليا لمهرجان أيام البقعة المسرحية الدورات 2005م، 2006م.

- عضو لجنة تحكيم مهرجان أيام البقعة المسرحية دورة مارس 2007م.

- عضو لجنة التحكيم الدولية لمهرجان القاهرة الدولي للمسرح التجريبي الدورة الثانية والعشرون 10-20 أكتوبر 2010م.

- رئيس لجنة التحكيم الدولية لمهرجان مسرح البقعة الدولي والدورة العاشرة 27 مارس – 4 أبريل 2011م.

## المؤتمرات الدولية
- مهرجان القاهرة الدولي للمسرح التجريبي (وفد مسرح البقعة) في أكتوبر 2005م.

- مهرجان القاهرة الدولي للمسرح التجريبي (وفد مسرح البقعة) في أكتوبر 2007م.

- مهرجان المسرح الافريقي النسخة الثانية 2007م.

- مهرجان المسرح العربي الدورة الرابعة عمان – الأردن الفترة 10-16 يناير 2012م.

### الندوات الداخلية والخارجية
ندوة (المسرح والديمقراطية – أفق المستقبل) – مهرجان المسرح العربي في دورته الربعة – عمان – ألأدرن 10-16 يناير 2012م.
الندوة الكبرى (المسرح وثورات الربيع العربي)  - مهرجان البقعة الدَّوْليّ للمسرح 27-29 مارس 2012م مشاركة بورقة بعنوان: المحتوى السياسي ومدارات الجمال في تجرِبة أبو بكر الشيخ المسرحية.

## الدورات والورش الدولية
- دورة الاعداد والتقويم البرامجي التلفزيوني – معهد التدريب التلفزيوني القاهرة – مصر 2004م.

- دورة المسرح في مناطق الصراع الأهلي – استوتغارد – ألمانيا 2005م.

- دورة (الإدارة) خاصة بالتجربة الصينية بكين – الصين 2006م.

### مشاركات إعلامية
- مراسل حربي ومعد ومقدم برنامج (في ساحات الفداء) في الفضائية السودانية القومية منذ 1994م – 2005م.

تقديم برنامج (المشهد الثقافي) الفضائية السودانية القومية في 2005م.
إعداد وتقديم البرنامج الاذاعي (الوٌقاية) اذاعة دارفور FM في الفترة من مايو 2012م حتى تاريخه.
كاتب رأي لعدد من الصحف السودانية مثل جريدة الصحافة - جريدة الاحداث - أخبار اليوم

## كتب
صدر له كتاب (الدراما والهوية في شعر محمد عبد الحي) ثلاث طبعات.
صدر له كتاب (الفنون المسرحية في اداء الذكر الصوفي) طبعتان.
صدر له كتاب (المسرح والاسطورة في شعر صلاح أحمد إبراهيم) طبعتان.
صدر له كتاب (الفضاء المسرحي في شعر عمر الدوش) طبعتان
صدر له كتاب (المسرح السوداني مقارنات الآنا والآخر) طبعة واحدة.